# Loon Lake Park
Loon Lake Park är en park i Kanada.   Den ligger i provinsen British Columbia, i den södra delen av landet, 3 400 km väster om huvudstaden Ottawa. Loon Lake Park ligger 845 meter över havet. Den ligger vid sjön Loon Lake.
Terrängen runt Loon Lake Park är kuperad åt sydost, men åt nordväst är den platt. Loon Lake Park ligger nere i en dal. Trakten runt Loon Lake Park är nära nog obefolkad, med mindre än två invånare per kvadratkilometer.. 
I omgivningarna runt Loon Lake Park växer i huvudsak barrskog.